# Uche Okechukwu
Uche Alozie Okechukwu (né le 27 septembre 1967 à Lagos), appelé aussi simplement Uche, est un footballeur nigérian. Il évolue au poste de défenseur central de la fin des années 1980 à la fin des années 2000.
Formé au Flash Flamingoes, il évolue ensuite au Iwuanyanwu Nationale avec qui il remporte deux championnats du Nigeria en 1989 et 1990. Il rejoint ensuite l'Europe et joue pour le club danois du Brøndby IF puis, rejoint la Turquie et le Fenerbahçe SK. Après un passage au İstanbulspor A.Ş., il retourne au Nigeria, où il termine sa carrière en 2009.
Il compte 71 sélections pour un but inscrit en équipe du Nigeria. Avec les Super Eagles, il remporte la Coupe d'Afrique des nations 1994 et, avec l'équipe olympique, la médaille d'or aux Jeux olympiques 1996. Il a aussi disputé à deux phases finales de Coupe du monde, en 1994 et 1998.

## Équipe nationale
- 71 sélections et 1 but en équipe du Nigeria entre 1990 et 1998
- Vainqueur de la CAN 1994
- Médaille d'or aux Jeux olympiques de 1996

## Palmarès
- Championnat du Nigeria de football : 1989 et 1990